# Ípsilon Pegasi
Ípsilon Pegasi (υ Pegasi / υ Peg / 68 Pegasi) es una estrella en la constelación de Pegaso de magnitud aparente +4,40.
No tiene nombre propio pero, junto a τ Pegasi, era conocida por el astrónomo persa Al Sufi como Naʽamah Al-Saʽd; estas dos estrellas también recibieron el nombre de Al Karab, «la cuerda de cubo».
Ípsilon Pegasi es una subgigante blanco-amarilla de tipo espectral F8IV, anteriormente clasificada como gigante de tipo F8III.
Las subgigantes son estrellas evolucionadas que han terminado la fusión de su hidrógeno interno y comienzan a expandirse, iniciando su transformación en gigantes rojas.
Así, el radio de Ípsilon Pegasi es 5 veces más grande que el del Sol
y rota a gran velocidad —su velocidad de rotación proyectada es de 73,4 km/s—, completando una vuelta en menos de 2,15 días.
Su edad más probable es de 800 millones de años.
Ípsilon Pegasi posee una temperatura superficial en el rango de 5794 - 5874 K y brilla con una luminosidad 26 veces mayor que la luminosidad solar; asimismo, es una fuente de radiación infrarroja.
Se encuentra a 173 años luz del sistema solar.